# لعبة ورق

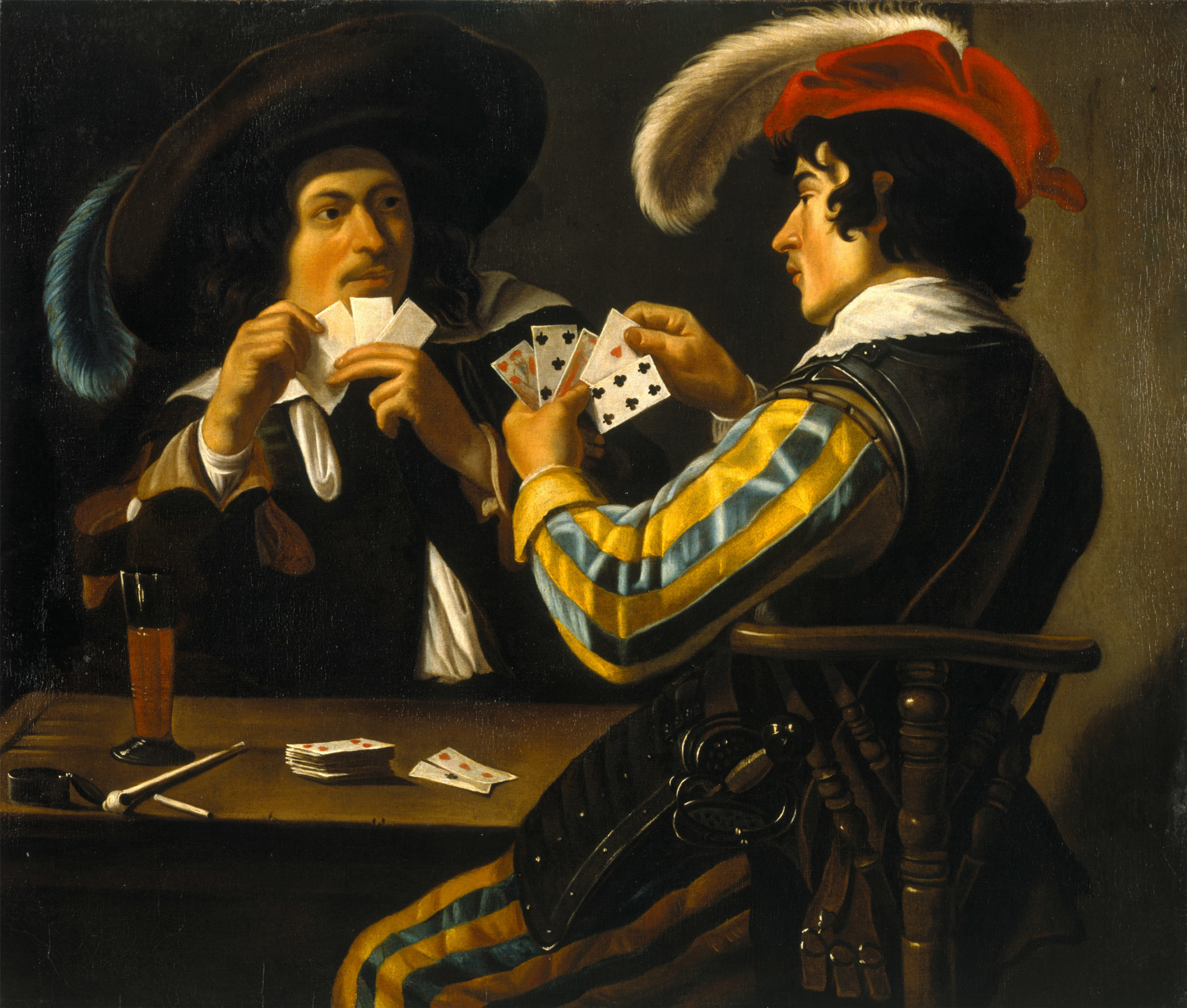
لوحة تمثل لعبة ورق

لعبة ورق هو تصنيف يطلق على كل لعبة تعتمد أساسا على أوراق اللعب في ممارستها، سواء كانت تلك الأوراق هي الأوراق التقليدية، والمشار إليها بالكوتشينة، أو أوراق خاصة باللعبة. عدد اللعبات المندرجة تحت هذا الصنف كبير جدا، فمنه تشتق أصناف كاملة من الألعاب كالبوكر. كما أن لبعض اللعبات قواعد عالمية ثابتة، بينما تتباين قواعد بعض اللعبات تبعا لثقافات المجتمعات الممارسة فيها، أو حتى تبعا للاعبين.

## الورق

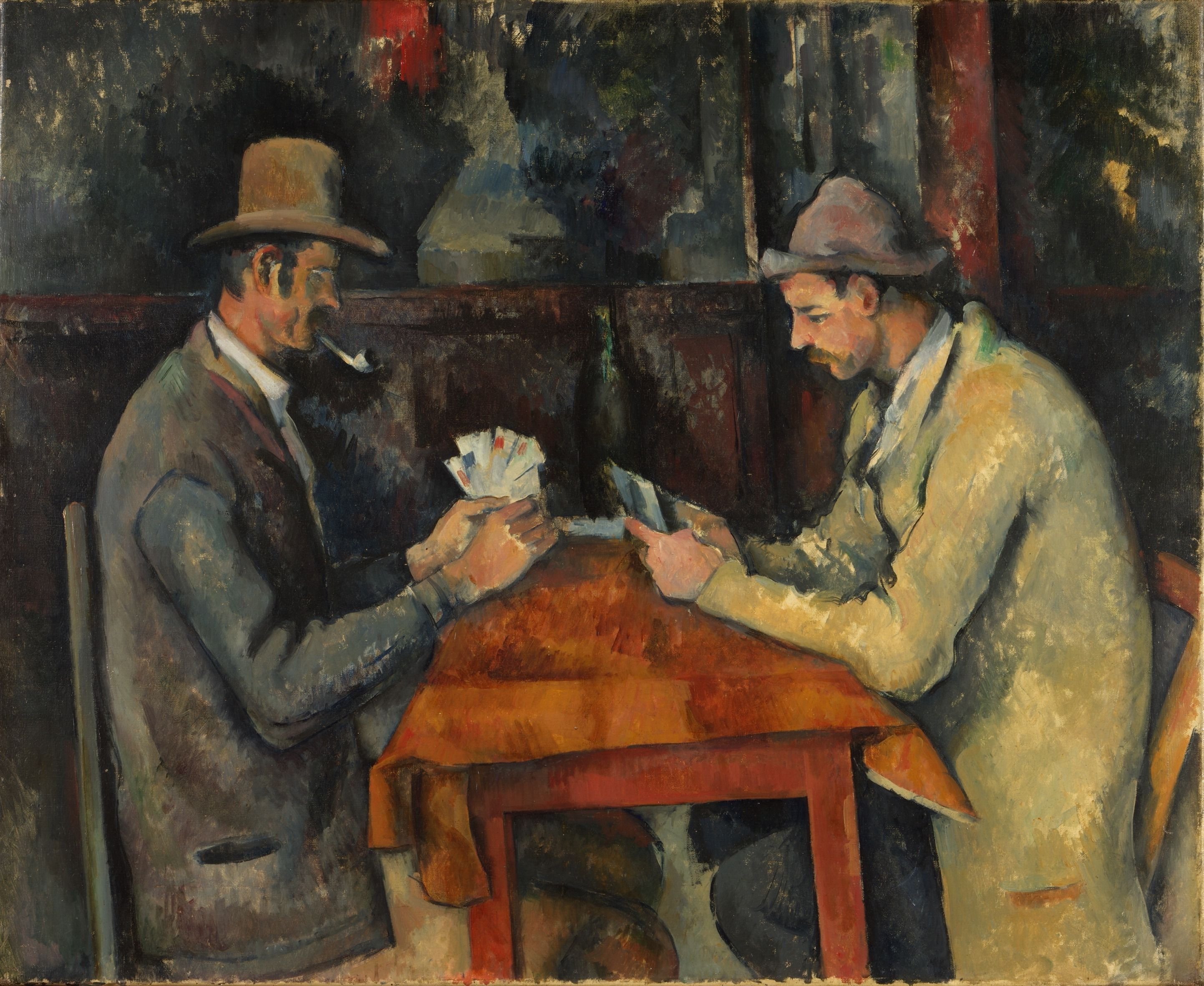

تمارس كل لعبة باستخدام مجموعة الورق المخصصة لها، والمتطابقة من حيث الحجم والشكل. ولكل ورقة في المجموعة وجهان، يتطابق أحدهما (الظهر) في المجموعة كلها، بحيث لا يمكن تمييز ورقة عن غيرها دون النظر لوجهها الأخر (الوجه). وقد لا تتكرر أي ورقة في المجموعة الواحدة، أو يوجد منها أكثر من واحدة، على حسب اللعبة. إلا أن الثابت أن وجه كل ورقة يميزها، وأن محتويات كل الأوراق معروفة لدى اللاعبين قبل البدء.
ولقد مرت أوراق اللعب بالعديد من التغيرات من حيث الشكل والمضمون على مدار الـ 600 عام الماضية، ونتج عن ذلك عدد من مجموعات ورق اللعب المختلفة المستخدمة في ثقافات مختلفة. فالورق المستخدم في الدول المتحدثة بالإنجليزية، وغيرها من الدول التي تعرفت على ه من خلال الحضارة الإنجليزية، هو ورق البوكر الأنجلو-أمريكي، أو الكوتشينة، والمكون من اثنان وخمسون ورقة لعب (كارت) مقسمة لأربعة مجموعات هي البستوني Spades، والسباتي Clubs، والديناري Diamonds، والكبة Hearts .